# 딕 핌

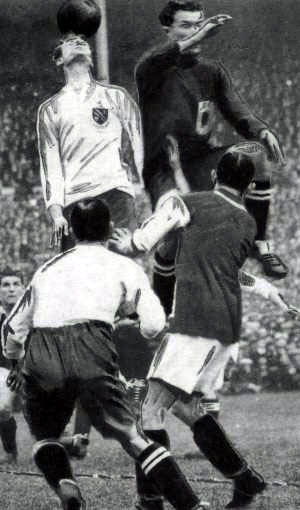

리차드 헨리 핌(Richard Henry Pym, 1893년 2월 2일 ~ 1988년 9월 16일) 또는 딕 핌(Dick Pym)은 웸블리 스타디움에서 처음 열렸던 1923년 잉글랜드 FA컵 결승전에서 볼턴 원더러스의 골키퍼로 출전한 것으로 알려진 잉글랜드의 축구선수다.
흰 말 결승전으로 알려진 이 경기에서 볼턴이 2:0으로 이기는데 기여했다.